# 沼野一男
沼野一男（ぬまの いちお、1923年 - 2013年3月）は、日本の教育工学者。

## 来歴
東京生まれ。1949年慶應義塾大学文学部教育学科卒、玉川学園中等部・高等部教諭、東邦大学助教授、教授、玉川大学教授。94年退職。

## 著書
- 『プログラム学習入門 理論と実際のすべて』講談社 1962
- 『プログラム学習の実践　現場の疑問に答える』学習研究社 1964
- 『教育工学』日本放送出版協会 NHK市民大学叢書 1971
- 『教授工学入門』玉川大学出版部 1974
- 『授業の設計入門 ソフトウェアの教授工学』国土社 1976
- 『情報化社会と教師の仕事』国土社の教育選書 1986

### 共編著
- 『ティーチング・マシン』村井実,稲垣友美共著 牧書店 1961
- 『プログラム学習入門』監修 東芝商事 AV叢書 1969
- 『看護教育の技法』看護教育方法研究会共編 医学書院 1970
- 『教育方法』吉田昇共編著 学文社 教育演習 1970
- 『教授工学基本用語辞典』編 明治図書出版 1974
- 『看護教育評価 その目的と方法』小島操子共著 医学書院 1975
- 『教授フローチャート』編著 日本視聴覚教育協会 1980
- 『教育の原理』松本憲,田中克佳,白石克己,米山光儀共著 学文社 教育演習双書 1986
- 『教育の方法と技術』執筆者代表 玉川大学出版部 1986
- 『授業に活かす教育工学 9授業を設計する』長野正共著 ぎょうせい 1988
- 『教育の方法・技術』平沢茂共編著 学文社 教育演習双書 1989

### 翻訳
- ノーマン・A.クロウダー, グレース・C.マーティン『代数への冒険』吉村啓,香山芳久共訳 牧書店 ティーチング・マシン・シリーズ 1962
- ロバート・J.ヒューズ,ペーター・パイプ『エレクトロニクス入門』遠藤博,瀬賀節子共訳 牧書店 昭和ティーチング・マシン・シリーズ 1963
- ロバート・サフォード,アン・W.スマーレー『計算尺 基礎理論から実用まで』岸俊彦共訳 牧書店 ティーチング・マシン・シリーズ 1963‐64
- バラス・スキナー『教授工学』村井実共監訳 慶応義塾大学学習科学研究センター訳 東洋館出版社 1969
- W.J.ポファム, E.L.ベーカー『授業のシステム化』全6巻 監訳 玉川大学出版部 1977‐78

## 参考
- 『教授工学入門』著者紹介